# スペル・シーサー
スペル・シーサー（1970年4月9日 - ）は、日本の覆面レスラー。
現在活動しているのは2代目でギミック上は初代スペル・シーサーことSAITOの弟子とされているが正体はSAITOであることは公然の秘密とされている（公式上は別人）。

## 経歴
1999年1月31日、闘龍門JAPAN後楽園ホール大会でSAITOとして再デビュー。
2001年11月8日、後楽園ホール大会のエキジビションマッチでSAITOの弟子「スペル・シーサー」としてデビュー。かつてシーサーは表向き、10月28日のディファ有明大会で引退試合が行われて引退後は闘龍門JAPANのインストラクターを務めているSAITOの弟子と称してはいたが、シーサーの声がSAITOに似ていることやSAITOの過去の活動歴から同一人物疑惑が絶えなかった。SAITOは疑惑を否定するため、一夜限りの復帰を行ってシーサーと対戦したが、この時のシーサーは別人であったとも言われている。とはいえ、シーサーはDRAGON GATEオフィシャルブックでは正体がSAITOであることを公表している。
2005年3月27日、マグナムTOKYOプロデュースによるユニット「Pos.HEARTS」に加入される。5月、プロレスリング・ノア所属のタイガー・エンペラーと越境タッグを組み、ディファカップに出場した。その後、メキシコ修行時代の師匠であるキング・シーサーが参戦するとPos.HEARTSに在籍したままシーサーBOYと共にシーサーズを結成する。しかしキング・シーサーが正体を明かしてペンタゴン・ブラックとなってからシーサーズは消滅することになった。
2007年、博多ライトヘビー級王座の獲得やふく面ワールドリーグ参戦など、他団体での活躍もあった。
2010年、DRAGON GATEと大阪プロレスの団体抗争においてGammaがうっかり「CIMA」と「シーサー」を聞き違えたために抗争に参入する運びとなり、その存在感を遺憾なく発揮。しかし、大阪ハリケーンにて珍しくタイガースマスクに対し覆面剥ぎを行い反則負け。報復行為としてタイガースマスクが上屋劇場大会にてマスクを剥がされた。同年にはK-ness.を破りオープン・ザ・ブレイブゲート王座戴冠を果たしたが、上記の一連の大阪プロレスとの抗争により、ベルトが流出した（その後、吉野正人が取り返した）。
2012年、ヒール以外と組む「便利屋」として試合を行うと同時に「ウィンドウズ」（窓際族ユニット）に加入。6人タッグながらCIMAからヨシタニックで勝利を上げた。2013年7月にウインドウズは発展的解散で「帰ってきたベテラン軍」と合体し、「オレたちベテラン軍」となった。12月札幌大会では特別ルール「5エスケープマッチ」でCIMAとシングルマッチを行い、「16年目」にしてCIMAにシングルマッチで勝利、翌日にはK-ness.にも勝利した。
勢いに乗って2014年1月には堀口元気H.A.Gee.Mee!!の保持するオープン・ザ・ブレイブゲート王座に挑戦、2度目の戴冠を狙ったが敗北した。しかしその後もトライアングルゲート戦線に絡むなど活躍の機会を増やしている。
2020年1月31日に後楽園ホールで開催された「闘龍門、再開。」での第四試合8人タッグマッチにおいて久しぶりに素顔のSAITOとしてリングに登場し、新井健一郎、新井小一郎、ヘンリーⅢ世菅原と組み、YOSSINO、コンドッティ修司、“brother”YASSINO、ミラニートコレクションa.t.組と試合を行った。
2022年4月21日、神戸サンボーホール大会で、コンディションなどの理由により、月末をもって退団を発表した。療養後に活動を再開予定。

## タイトル歴
- オープン・ザ・ブレイブゲート王座
- オープン・ザ・トライアングルゲート王座
- 博多ライトヘビー級王座
- 大阪タッグ王座

## 得意技
ルチャリブレを基本としたジャベ、スープレックス系、飛び技をそつ無くこなす万能型。倒立やブリッジを絡めた多彩なジャベは解説する同僚たちから「シーサー・ワールド」とも称される。この能力を活かして現在は練習生や若手たちのプロレス指導も行っている。
ヨシタニック
相手の背中に飛びつき、相手の腕に足を絡めてから一旦上体を反らし、勢いをつけて丸め込む前方回転エビ固め。相手は受け身が取れず後頭部からリングに叩きつけられ、そのまま丸め込まれる。上体を反らす際に両手を広げる動きが映画タイタニックの名シーンを想起させることと、開発者であるSAITOの本名を組み合わせ命名された。CIMAのトラース・キックにあわせての「ラブタニック」というバージョンも存在する。リング中央で決まればフォール率はほぼ100％で、一発逆転の破壊力をもつ。この技を自力で返せたのは、横須賀享、K-ness.、戸澤陽の三人である（2021年現在）。
トルネード・タニック（トルネード・ヨシタニック）
相手を捕えてから体をひねり、横回転してヨシタニックを決める。この技でK-ness.からオープン・ザ・ブレイブゲート王座を奪取した。
SAITOスペシャル各種
技を決める際に倒立し、重心を一点に集中させる技術のことを言う。1号から5号まで存在する。
シーサー・クラッチ
マンコブ（卍コブラツイスト）
タッグマッチにおいて二人の相手に卍固めとコブラツイストをいっぺんにかける技。
ロメロ・スペシャル
相手の手足を後ろに引き絞って極め、そのまま仰向けに反らして締めあげる関節技。獣神サンダーライガーの技である。
道産子ティヘラ
場外にいる相手に対しリング上からロープを使って体を回転させ、コルバタへと移行する技。
アレハンド・ロック
STFに似ているが、足をリバース・インディアン・デスロックのように組んでいるために、脱出が困難。
フェイス・ザ・マウンテン
極楽固めと鎌固めを合わせたような業。倒れている相手の両腕を掴んでクロスさせるようにしてうつぶせにさせ、その両腕を相手のノドに引っ掛けてから相手の横へ前転するようにブリッジする。
ヨーロピアン・クラッチ

## エピソード
- なぜかマグナムTOKYOのことを「TOKYOさん」と呼ぶ（他の人は「マグナム」と呼ぶ）。
- プロフィールでは沖縄出身だが、ドラゴン・ゲート沖縄ツアー（沖縄初上陸の大会）では沖縄のことを何一つ知らなかった。
- 2012年7月の札幌大会より北海道出身とコールされている。
- 特にこれといった因縁がないのに、CIMAがやたらシーサーを意識して襲いかかるというシーンが長きに渡って見られていたが、ブラッドジェネレーション分裂後は和解し、驚くほど息の合ったコンビネーションを見せるようになっている。
- CIMAから「斉藤さん」とよくいじられる。
- ふく面ワールドで久しぶりにウルティモ・ドラゴンと再会したとき、ウルティモ・ドラゴンは「おお、元気か？SAITO」と気さくに話しかけてくれたらしい。（週刊プロレスより）
- 望月成晃にブログで年齢と独身であることを暴露された。2009年には自ら年齢を公表しており、オフィシャルブックにて「怒り心頭でマスクを破った北海道出身の37歳、SAITOです」と一応公表している。
- 岩佐がブログにてネタにする上に、口癖が技名になったこともある（「ヤマ」という口癖？から「フェイス・ザ・マウンテン」など）
- GAORAの中継の解説席に座った際は各選手の長所を指して「こういうのがシーサーにはない」とやたらと自虐ネタを挟む。
- プライムゾーンではいろいろなダジャレを披露している。
- 現在では神戸市内にてメキシカンタコスのお店｢龍の扉｣を経営しながら時々試合にも出場している。